# آمریکن اسپریت (کشتی)
آمریکن اسپریت (کشتی) (به انگلیسی: American Spirit (ship)) یک کشتی است که طول آن ۱۹۹٫۴ فوت (۶۰٫۸ متر) می‌باشد. این کشتی در سال ۲۰۰۵ ساخته شد.